# Ватония (планина)
 Тази статия е за планината.  За реката вижте Ватония (река).  
Ватония (на гръцки: Ψήλωμα, Псилома, Βατόνια, Ватония, или Нейфтос, Νέϊφτος) е ниска планина в Егейска Македония, Гърция.

## Описание
Планината е разположена в северозападната част на Халкидическия полуостров между планините Хортач (Хортиатис) и Холомонда, от които е отделена съответно от река Буковика и от прохода Керасия на 550 m. На юг е село Агиос Продромос (Решетник, 440 m), а на север Сана (310 m) и Думбия (330 m).
Скалите на планината са варовици.
| Име                       | Име                      | Височина | Местоположение                              |
| ------------------------- | ------------------------ | -------- | ------------------------------------------- |
| Ватония, Псилома, Нейфтос | Ψήλωμα, Βατόνια, Νέϊφτος | 703 m    | С от Агиос Продромос (Решетник) и Ю от Сана |
| Митери                    | Μυτερή                   | 660 m    |                                             |